# São José (Santa Maria)
São José é um bairro do distrito da sede, situado no município gaúcho de Santa Maria, no Brasil. Localiza-se na região leste da cidade.
O bairro São José possui uma área de 4,5880 km², que equivale a 3,77% do distrito da Sede que é de 121,84 km² e  0,2561% do municipio de Santa Maria que é de 1791,65 km².

## História

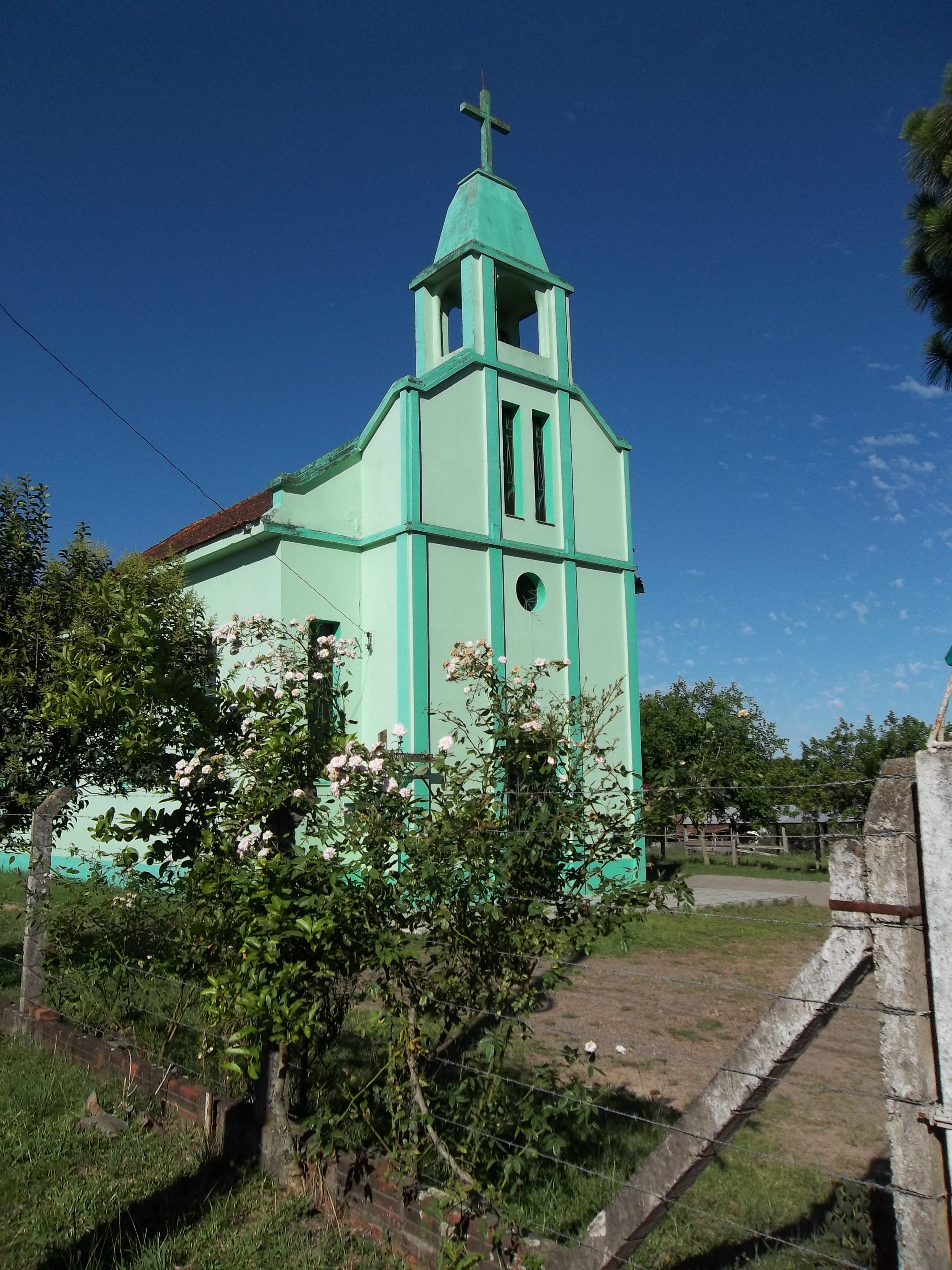
Igreja São José, provavelmente a origem do nome do bairro.

O bairro, cujo nome é em referência ao nome histórico da localidade, já existia oficialmente em 1986, e, em 2006, quando o distrito da Sede teve sua nova divisão em bairros, São José sofreu significativas mudanças em seu território. O limite sul que se estendia até a unidade residencial Vila Maringá - hoje integrante ao vizinho bairro Diácono João Luiz Pozzobon - passa a ser a RSC-287. A unidade residencial Jardim Lindóia e arredores, que até então integravam o bairro Pé de Plátano passa a integrar São José, portanto, a ERS-509 passa a ser o limite norte. Levou também parte do Km 3 que ficava no lado sul da ERS-509 e áreas até então sem-bairro.
O bairro São José foi formado primeiramente por moradores de origem rural, aproximadamente em 1940, sendo que ainda pode-se perceber estes aspectos através das residências antigas e com fachadas arquitetônicas, que lembram ao meio rural. Em algumas casas, ainda possuem hortas e animais (vacas, cavalos, ovelhas) em seus pátios.

## Limites
Limita-se com os bairros: Camobi, Cerrito, Diácono João Luiz Pozzobon, Km 3, Pé de Plátano.
Descrição dos limites do bairro: A delimitação inicia em um ponto da linha de projeção do eixo da Rua Men de Sá, com o eixo da Avenida Prefeito Evandro Behr, segue-se a partir daí pela seguinte delimitação: eixo da Avenida Prefeito Evandro Behr, no sentido leste; fundo dos lotes que confrontam a leste com a Rua Anselmo Machado Soares, no sentido sul; eixo da Rua Antônio Gonçalves do Amaral, no sentido oeste; fundo dos lotes que confrontam a leste com a Rua 8 do Loteamento Parque Alto da Colina, no sentido sul; eixo de uma rua que liga a aresta sul-oeste desta divisa, com a divisa oeste do Loteamento Santa Lúcia III, até encontrar o eixo da Rua 8; linha paralela a divisa oeste do Loteamento Santa Lúcia III, que parte deste último ponto até encontrar o eixo da Rodovia RST-287; eixo da Rodovia RST-287, no sentido oeste, até encontrar a projeção do eixo da Travessa Adão Comasseto; eixo do prolongamento leste da Estrada Vicinal Alameda Sibipiruna, em linhas quebradas, no sentido norte; eixo da Estrada Vicinal Padre Gabriel Bolzan, em linhas quebradas, no sentido nordeste; divisas sudoeste e oeste do Loteamento Parque do Sol, nos sentidos noroeste e norte; eixo da Rua Men de Sá, no sentido norte, até encontrar o eixo da Avenida Prefeito Evandro Behr, início desta demarcação.

## Unidades residenciais
O bairro São José, pertencente ao distrito da Sede, é uma unidade de vizinhança que contém as seguintes unidades residenciais:
| # | Unidade residencial     | Localização                       | Limites | Obs.       |
| - | ----------------------- | --------------------------------- | --- | ---------- |
| 1 | Jardim Lindóia          | 29° 41' 51.24" S 53° 45' 03.08" O | A unidade residencial urbano cuja Rua Principal Baden Powell, encontra a Avenida Prefeito Evandro Behr ao norte desta Vila, num ponto que dista aproximadamente 340 metros ao leste da Rua Pedro Figueira; | [ Obs. 1 ] |
| 2 | Loteamento Barroso      | 29° 42' 14.39" S 53° 45' 19.35" O | A unidade residencial urbana que confronta ao oeste com a Rua Luiza Fernandes, distante 50 metros ao sul da Rua João Franciscato, no Bairro São José; |            |
| 3 | Parque do Sol           | 29° 41' 53.72" S 53° 46' 07.54" O | A unidade residencial urbana que confronta ao norte com a Avenida Prefeito Evandro Behr; a leste, com o eixo da Rua Antônio Botega; ao sul, com a Estrada Vicinal Pe. Gabriel Bolzan e a oeste com o Bairro Cerrito; | [ Obs. 2 ] |
| 4 | São José                |                                   | Toda a área do perímetro do bairro São José sem denominação específica; |            |
| 5 | Vila Farroupilha        | 29° 42' 09.73" S 53° 45' 46.12" O | A unidade residencial urbana que confronta ao norte com a Rua Antônio Botega; ao leste, com a Estrada Municipal Antônio Ignácio Ávila; ao sul, com o fundo dos lotes que confrontam para norte com a Rua Valparaíso e, por fim, ao oeste, com o fundo dos lotes que confrontam ao leste com a Rua João Pedro Padoin;                                                                                  | [ Obs. 3 ] |
| 6 | Vila Figueira           | 29° 41' 59.10" S 53° 45' 23.45" O | A unidade residencial urbana que confronta ao noroeste com a Rua Helena Toniolo Figueira; ao sul, com a Rua Antônio Gonçalves do Amaral; a leste, com a Rua Pedro Figueira e a oeste com o fundo dos lotes que confrontam a leste com a Rua Leonel Faria; | [ Obs. 4 ] |
| 7 | Vila Sarandi            | 29° 41' 50.53" S 53° 45' 55.52" O | A unidade residencial urbana que limita ao noroeste com a Avenida Prefeito Evandro Behr; a leste, com uma linha reta que desta Rodovia, segue no sentido sul, de um ponto que dista 75 metros a leste da Rua Francisco José Dalla Corte, até atingir outro ponto da Rua Antônio Botega que dista 90 metros a leste do eixo da Rua Oscar Ferreira desta Vila; ao sul e oeste com a Rua Antônio Botega; | [ Obs. 5 ] |
| 8 | Vila Sargento Dornelles | 29° 42' 16.46" S 53° 45' 30.19" O | A unidade residencial urbana que se localiza ao sul da Rua João Franciscato cuja divisa oeste dista 120 metros ao leste da Estrada Municipal Antônio Ignácio Ávila. | [ Obs. 6 ] |

1. ↑  O acesso principal se dá pela Rua Baden Powel, que é a principal rua e faz esquina com a Avenida Evandro Behr. As demais ruas tem nome de letras - Rua "A", Rua "B",...;
2. ↑  O acesso principal se dá pela Avenida Prefeito Evandro Behr.
3. ↑  Pela RSC-287 o acesso se dá atravé da Estrada Antônio Ignácio de Ávila.
4. ↑  O acesso principal se dá pela Rua Helena Toniolo Figueira, cujo acesso se dá por um ponto da Avenida Prefeito Evandro Behr, situado ao lado sudeste do Cemitério Santa Rita.
5. ↑  O acesso principal se dá pela Avenida Prefeito Evandro Behr.
6. ↑  O acesso principal se dá pela RSC-287.

## Demografia

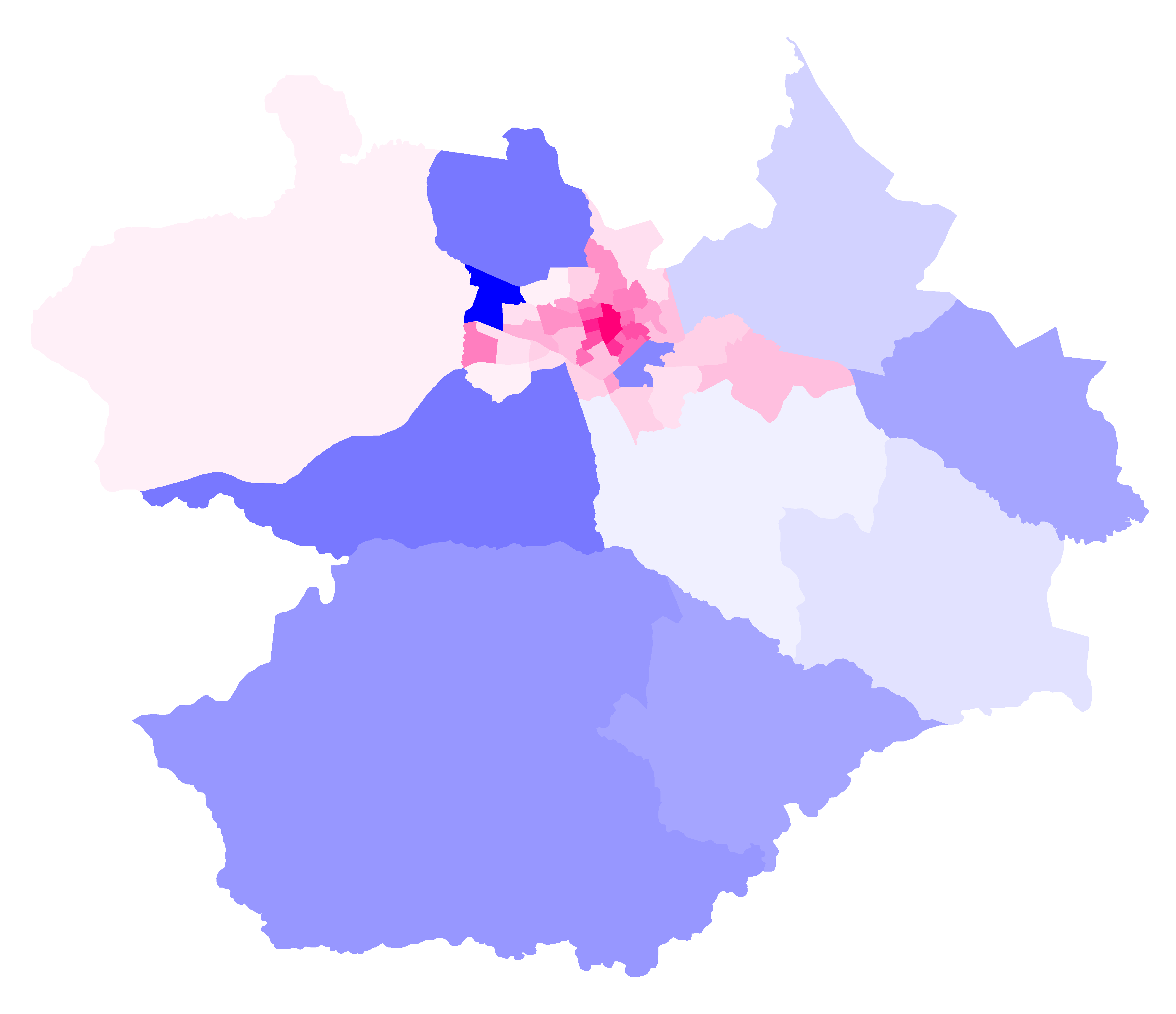
Mapa do município de Santa Maria com as divisões em bairros. Em escalas de azul os bairros com predominância masculina e em escalas de rosa os bairros com predominância feminina. Observa-se que quanto melhor a infraestrutura e o acesso a ela mais convidativo o bairro é para a população feminina. E, reciprocamente, podemos reconhecer os bairros com melhor infraestrutura observando onde a população feminina está concentrada.

Segundo o censo demográfico de 2010, São José é, dentre os 50 bairros oficiais de Santa Maria:
- Um dos 41 bairros do distrito da Sede.
- O 19º bairro mais populoso.
- O 19º bairro em extensão territorial.
- O 30º bairro mais povoado (população/área).
- O 31º bairro em percentual de população na terceira idade (com 60 anos ou mais).
- O 12º bairro em percentual de população na idade adulta (entre 18 e 59 anos).
- O 29º bairro em percentual de população na menoridade (com menos de 18 anos).
- Um dos 39 bairros com predominância de população feminina.
- Um dos 30 bairros que não contabilizaram moradores com 100 anos ou mais.

Distribuição populacional do bairro
1. Total: 5.697 (100%)
  1. Urbana: 5.697 (100%)
  2. Rural: 0 (0%)
2. Homens: 2.787 (48,92%)
  1. Urbana: 2.787 (100%)
  2. Rural: 0 (0%)
3. Mulheres: 2.910 (51,08%)
  1. Urbana: 2.910 (100%)
  2. Rural: 0 (0%)

## Infraestrutura

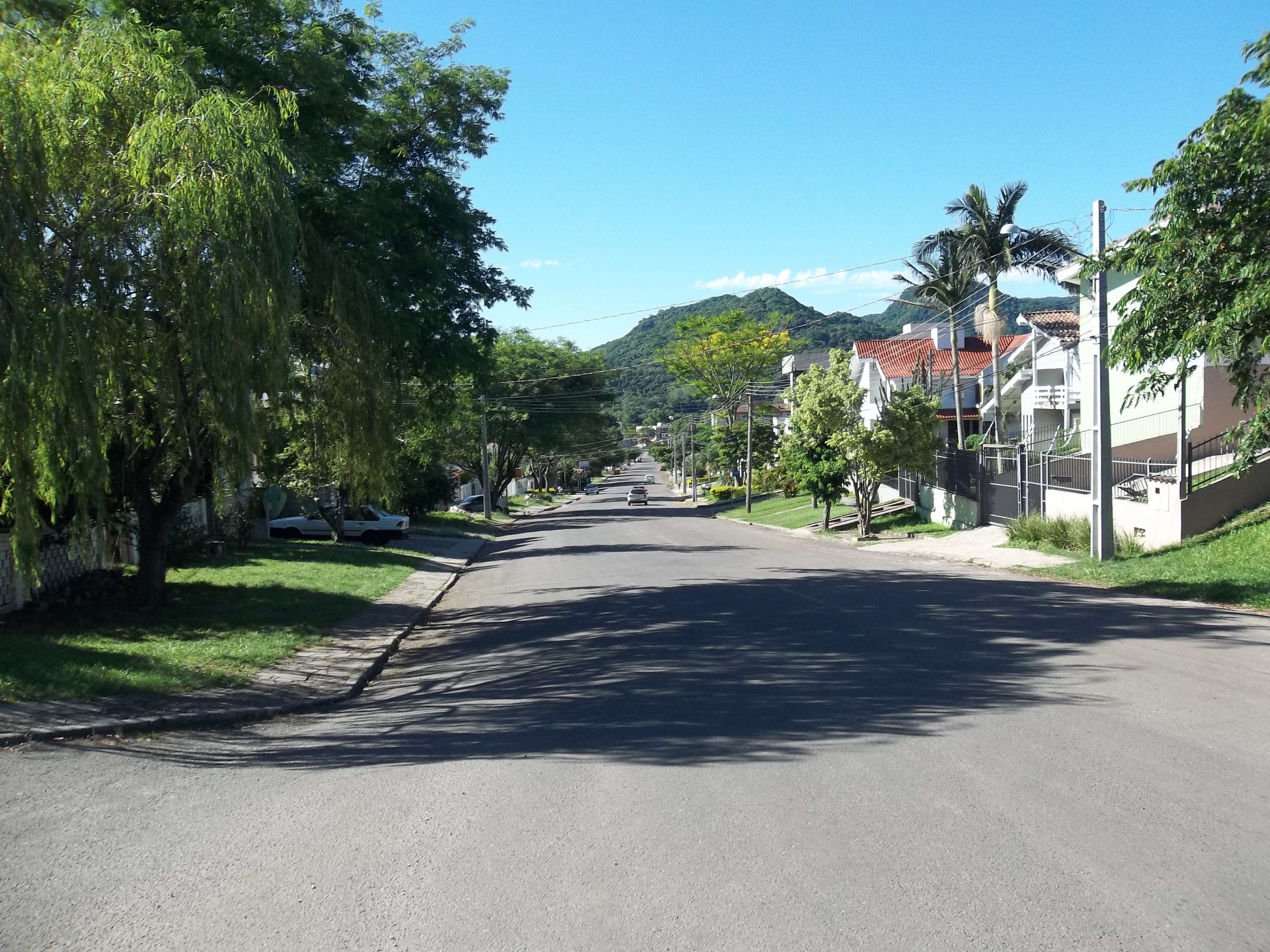
Rua Antônio Botega, no Parque Residencial Sarandi.

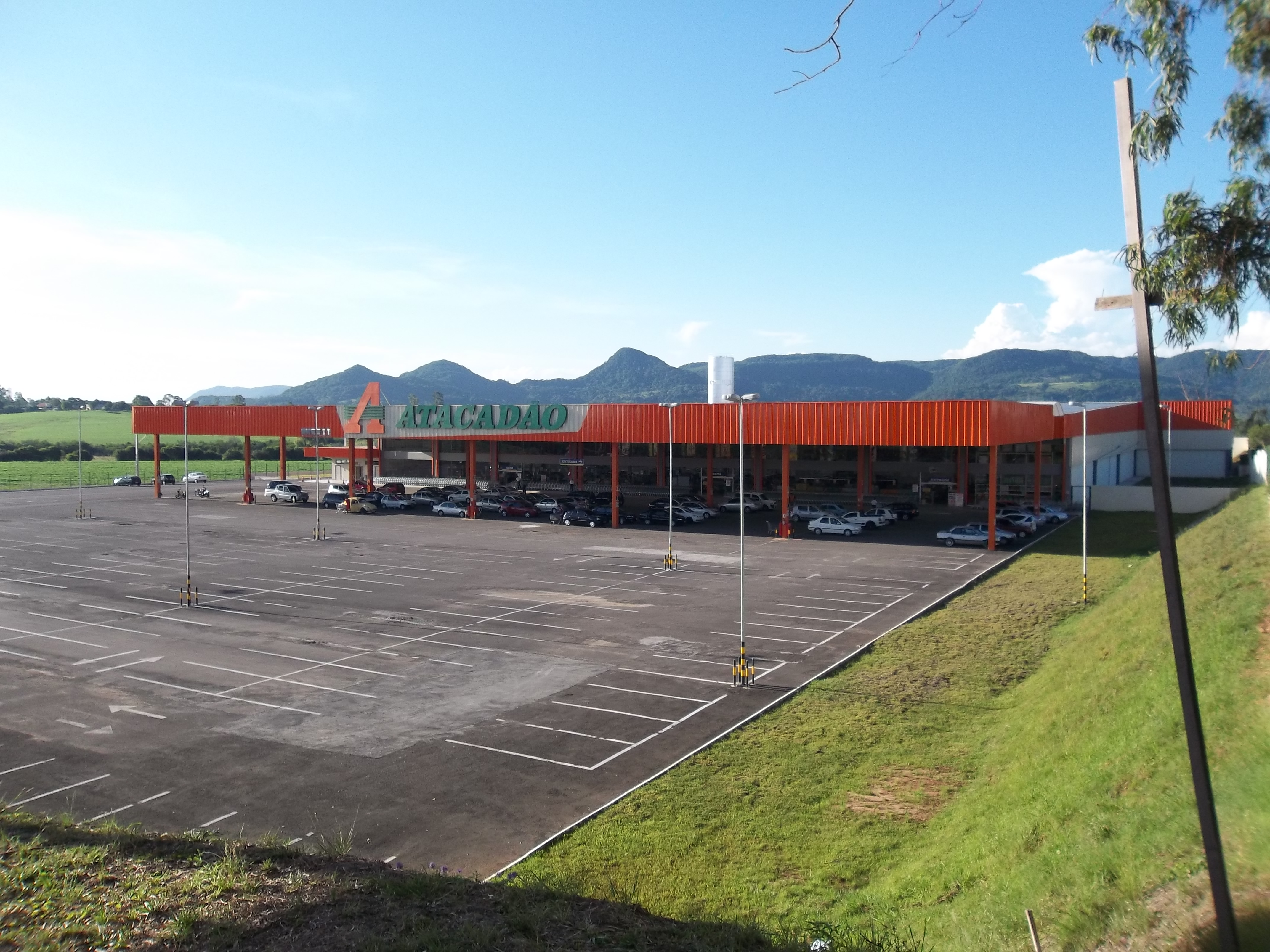
Supermercado Atacadão situado sobre a linha imaginária que divide São José com Camobi. Apenas 10% da área do Atacadão situa-se no São José.

O bairro possui uma estrutura urbana que fornece aos seus moradores dois supermercados, farmácia, um posto da brigada militar, posto de saúde, escola, serviços de transporte coletivo, um comércio variado (confecções, locadoras, bares e lanchonetes ... ), dois cemitérios, igreja, associação de moradores.
A igreja é aberta aos domingos, para missa e em ocasiões especiais, como batizado, primeira comunhão e crisma. A farmácia fica aberta até as 21 horas e os supermercados até as 20 horas.
O local dentro do bairro mais bem favorecido em aspectos de estrutura é o Parque Residencial Sarandi e o Condomínio Sociedade de Medicina, onde o poder aquisitivo dos moradores é maior, possibilitando uma maior manutenção urbana no local. As residências com melhor aparência estética se estabeleceram mais próximo a Avenida Prefeito Evandro Behr (ERS-509) (conhecida popularmente como Faixa Velha de Camobi).
Associação de moradores
Sociedade Amigos de São José (SASJO): Esta associação de moradores é mais frequentada pela população que reside ao redor dos bens de serviço, como a população moradora da Vila Farroupilha e Vila Sargento Dornelles. A população moradora da Vila Figueira, que é a mais precária em aspectos de infraestrutura, é a menos participativa perante as lutas por melhorias no bairro. A Associação de Moradores possui reuniões quinzenais, mas está aberta ao público diariamente, porém está Associação não possui um lugar fixo, transfere-se de lugar com frequência.
Educação
Escola Estadual Naura Teixeira Pinheiro: A escola existente no bairro foi criada primeiramente como uma escola rural em 1947, posteriormente em 1960, tornou-se uma escola urbana.
Espaços Públicos
No bairro também estão situadas as praças Parque dos Dinossauros e Albery Petry dos Santos (esta última localizada na unidade residencial Jardim Lindóia).